# Яйлакьой
Яйлакьой (на турски: Yaylaköy) е село в Източна Тракия, Турция, Вилает Родосто.

## География
Селото се намира на 7 километра западно от Малгара.

## История
В 19 век Яйлакьой е българско село в Малгарска каза на Одринския вилает на Османската империя. Според статистиката на професор Любомир Милетич в 1912 година в селото живеят 10 български екзархийски семейства, смесени с помаци.